# لوكاس بانتليس
لوكاس بانتليس (بالإنجليزية: Lucas Pantelis)‏ (12 مارس 1982 في أستراليا - ) هو لاعب كرة قدم أسترالي في مركز الوسط. شارك مع منتخب أستراليا تحت 17 سنة لكرة القدم ومنتخب أستراليا تحت 20 سنة لكرة القدم ومنتخب أستراليا الوطني لكرة القدم تحت 23 سنة. أما مع النوادي، فقد لعب مع نادي أديلايد سيتي لكرة القدم ونادي أديلايد يونايتد ونادي ويلينغتون فينيكس ووايت سيتي وودفيل وباراماتا باور ‏.

## وصلات خارجية
- لوكاس بانتليس على موقع الاتحاد الدولي (مؤرشف)  (الإنجليزية)
- لوكاس بانتليس على موقع قاعدة بيانات كرة القدم.إي يو (الإنجليزية)